# Opiołek

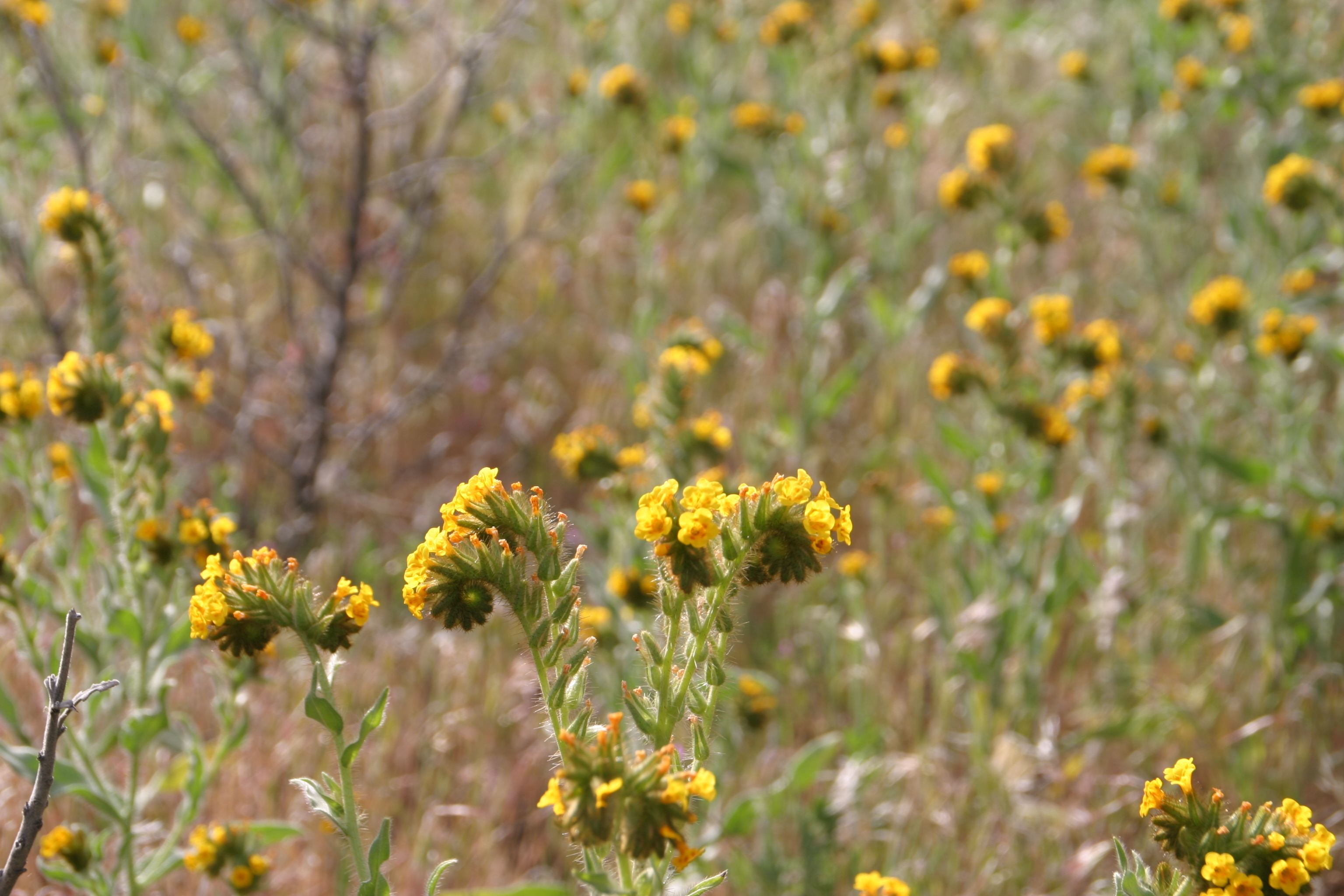
Amsinckia menziesii

Opiołek, amsinkia (Amsinckia Lehm.) – rodzaj roślin należący do rodziny ogórecznikowatych (Boraginaceae). Obejmuje 13–15 gatunków. Rośliny te występują naturalnie w zachodniej części Ameryki Północnej oraz Południowej. Niektóre gatunki zostały introdukowane i stały się inwazyjne na różnych kontynentach, zwłaszcza w pozostałej części Ameryki Północnej, w Australii i Europie. Z Polski podano trzy gatunki (opiołek kielichowaty A. calycina, opiołek skrzypkoszyj A. lycopsoides i opiołek Menziesa A. menziesii), wszystkie jako przejściowo dziczejące (efemerofity). Rośliny te zasiedlają zwykle miejsca odsłonięte, z naruszoną z różnych powodów pokrywą roślinną, zwykle miejsca suche, z glebą piaszczystą lub żwirową. A. tessellata masowo kwitnąc wiosną, nadaje charakterystyczną żółtopomarańczową barwę rozległym przestrzeniom na pustyni Mojave. Są to rośliny zielne trudne do identyfikacji w randze gatunku, co dodatkowo utrudnia łatwość z jaką się krzyżują. 
Owoce i liście opiołków spożywane były jak warzywo przez Indian. Z drugiej strony kilka gatunków tego rodzaju to rośliny trujące (A. lycopsoides, A. menziesii, A. tessellata). Niektóre gatunki cenione są jako rośliny paszowe dla zwierząt w okresie wzrostu, ale w czasie owocowania ich owoce powodują marskość wątroby u bydła, koni i owiec. Jako rośliny inwazyjne powodują ogromne szkody w uprawach, degradują pastwiska i zmniejszają różnorodność przyrody w obszarach inwazji (Australia, wschodnia część Ameryki Północnej i Europa).

## Morfologia
PokrójOzime rośliny jednoroczne, z korzeniem palowym i sztywno, gęsto owłosionym, prosto wzniesionym pędzie, rzadko leżącym i podnoszącym się na końcu. Pędy są nierozgałęzione lub rozgałęzione i osiągają długość od 15 do 120 cm.
LiścieSkrętoległe, początkowo skupione w gęstą, przyziemną rozetę. Liście łodygowe siedzące, wąskojajowate do równowąskich, całobrzegie lub odlegle ząbkowane. Charakterystyczne u tego rodzaju są dwudzielne liścienie.
KwiatySkupione w szczytowych skrętkach, prosto wzniesione, siedzące lub krótkoszypułkowe. Przysadek brak lub są obecne tylko w dolnej części kwiatostanu. Działki kielicha niektóre zrośnięte i w efekcie kielich składa się z 2–4 łatek, owłosionych, czasem szczeciniasto, podobnych lub nieco różniących się wielkością. Płatki korony zrośnięte w krótką rurkę, wyżej rozpostarte, barwy pomarańczowej lub żółtej, zwykle z ciemniejszymi plamkami na łatkach. Osklepek brak. Pręciki i pojedyncza szyjka słupka wystającą lub nie z rurki korony.
OwoceRozłupnie rozpadające się na cztery trójkanciasto-jajowate rozłupki, o powierzchni gładkiej lub brodawkowanej.

## Systematyka
Rodzaj należy do podplemienia Amsinckiinae, plemienia Cynoglosseae w podrodzinie Cynoglossoideae w obrębie rodziny ogórecznikowatych Boraginaceae.
Wykaz gatunków
- Amsinckia calycina (Moris) Chater – opiołek kielichowaty
- Amsinckia carinata A.Nelson & J.F.Macbr.
- Amsinckia douglasiana A.DC.
- Amsinckia eastwoodiae J.F.Macbr.
- Amsinckia grandiflora (A.Gray) Kleeb ex Greene
- Amsinckia inepta J.F.Macbr.
- Amsinckia lunaris J.F.Macbr.
- Amsinckia lycopsoides Lindl. ex Lehm. – opiołek skrzypkoszyj
- Amsinckia marginata Brand
- Amsinckia menziesii (Lehm.) A.Nelson & J.F.Macbr. – opiołek Menziesa
- Amsinckia spectabilis Fisch. & C.A.Mey.
- Amsinckia tessellata A.Gray
- Amsinckia vernicosa Hook. & Arn.